# Nick Evans
Nick Evans (* 9. ledna 1947 Newport, Wales) je velšský pozounista. Na pozoun začal hrát ve svých jedenácti letech. Koncem šedesátých let hrál v kapele kontrabasisty Grahama Colliera a následně v sextetu klavíristy Keitha Tippetta. V roce 1970 spolu s Tippettem a dalším členem jeho kapely, kornetistou Markem Charigem, hrál na třetím albu britské progresivní rockové skupiny King Crimson nazvaném Lizard. V roce 1971 hrál na albu Fourth skupiny Soft Machine.